# Gardères
Gardères é uma comuna francesa na região administrativa de Occitânia, no departamento dos Altos Pirenéus. Estende-se por uma área de 15,23 km². Em 2010 a comuna tinha 456 habitantes (densidade: 29,9 hab./km²).